# Batalha de Tagliacozzo

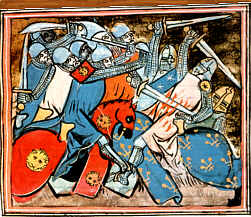
Batalha de Tagliacozzo

A Batalha de Tagliacozzo foi travada em 23 de agosto de 1268 entre Carlos I da Sicília e Conradino da Germânia. Ao final da batalha, Conradino da Germânia foi capturado e executado. A batalha representou o último ato do poder Hohenstaufen na Itália. A captura e execução de Conradino alguns meses após a batalha também marcou a queda da família dos tronos imperial e siciliano, levando ao novo capítulo da dominação angevina no sul da Itália.

## Antecedentes
Os imperadores alemães da linha Hohenstaufen, que herdaram o reino da Sicília de seus governantes normandos em 1197, tentaram continuamente consolidar suas reivindicações mais antigas ao norte da Itália também - uma ambição que foi veementemente contestada por muitos estados do norte da Itália e pelo papado. A luta resultante entre o papado e o Sacro Império Romano dividiu a lealdade de muitos italianos e levou ao partidarismo, sendo as facções resultantes denominadas guelfos e gibelinos. A morte do imperador alemão Frederico II de Hohenstaufen em 1250, no meio dessa luta, acabou encontrando seu neto legítimo e herdeiro como rei da Sicília, Conradino, no sul da Alemanha, e na Sicília sob o governo do tio de Conradino, Manfredo da Sicília, filho ilegítimo de Frederico II. Manfred governou primeiro na Sicília junto com seu meio-irmão legítimo, Conrado IV (pai de Conradino), e depois da morte de Conrado IV por malária em 1254, como regente de Conradino. No entanto, em 1258, Manfred declarou-se rei, apesar da reivindicação de Conradino, supostamente por causa dos rumores da morte de Conradino.
O papa Clemente IV, continuando a política de seu predecessor, o papa Urbano IV, estava determinado a conter o poder crescente de Manfredo. Ele excomungou Manfred e continuou as discussões com Carlos de Anjou como um príncipe secular que poderia, pela força das armas, substituir os perigosos Hohenstaufens. Amparado por recursos papais, que incluíam um dízimo cruzado concedido para combater o "infiel" Hohenstaufen, Carlos entrou na Itália em 1265 e derrotou e matou Manfred no ano seguinte na Batalha de Benevento, e começou a se estabelecer como rei da Sicília.
Depois de Benevento, Clemente IV continuou a política papal de empregar Carlos para resistir ao poder dos gibelinos, embora com esse apoio houvesse o temor de que os próprios angevinos, como os Hohenstaufen antes deles, tentassem dominar o norte e o sul da Itália e assim ameaçam o poder temporal da Santa Sé, apesar das promessas explícitas de Carlos de que não reivindicaria o norte da Itália. No entanto, o papado ainda considerava seu antigo inimigo Hohenstaufen como a principal ameaça no momento, e quando Conradino, agora com 15 anos, entrou na Itália com seu exército em setembro de 1267 para desafiar o governo de Carlos na Sicília, Clemente imediatamente procurou o apoio de Carlos em derrotá-los na Toscana, nomeando Carlos como vigário papal.

## A batalha
Após manobras consideráveis, o exército de Conradino confrontou o de Carlos de Anjou nas planícies palentinas, fora da cidade de Tagliacozzo (mais precisamente, perto de Scurcola Marsicana). Cada exército implantado em três divisões. A primeira divisão Hohenstaufen era composta por cavaleiros espanhóis e italianos, liderados pelo infante Henrique de Castela; a segunda divisão era em grande parte italiana, mas incluía um corpo de cavaleiros alemães e era liderada por Galvano Lancia; a divisão final continha a maioria dos cavaleiros alemães e era liderada pelo próprio Conradino, acompanhado por seu amigo próximo Frederico I, Margrave de Baden.
A primeira divisão de Carlos era composta principalmente de italianos, com alguns cavaleiros provençais, comandados por um comandante desconhecido; a segunda divisão continha o grosso das tropas francesas e era composta principalmente de cavaleiros sem terra e homens de armas em busca de riqueza, comandados pelo marechal francês Henri de Cousances; e finalmente a terceira divisão, que Carlos liderou ao lado do veterano cruzado francês, Erard de Valery (que foi referido pelos italianos como "Allardo di Valleri"), era composta por veteranos cavaleiros franceses. Este último foi escondido atrás de uma colina por Carlos a conselho de Valery, a fim de constituir uma surpresa tática contra as forças Hohenstaufen numericamente superiores.
O exército de Conradino dominou a fase inicial da batalha. Eles superaram as duas primeiras divisões de Carlos e as colocaram em fuga. Um homem vestindo a armadura de Carlos e que estava acompanhado pela bandeira angevina foi morto por Henrique de Castela e a bandeira foi capturada. As forças Hohenstaufen não perceberam que o homem que acabaram de matar era Henri de Cousances e não o próprio Carlos. Acreditando que a batalha estava ganha, eles se separaram, alguns para perseguir as divisões em fuga de Carlos, outros para pilhar o acampamento angevino. Nesse ponto, Carlos disparou sua armadilha; suas reservas de elite ocultas entraram na luta e dizimaram as forças de Conradino. Conradino fugiu de volta para Roma, mas mais tarde foi capturado, preso e executado. Assim terminou a linha de Hohenstaufen.